# Haus Schädler
Haus Schädler liegt in der Eduard-Bilz-Straße 54 im Stadtteil Oberlößnitz der sächsischen Stadt Radebeul, auf dem nordwestlichen Eckgrundstück am Augustusweg bzw. dem Eduard-Bilz-Platz sowie direkt östlich von Haus Sorgenfrei, innerhalb des Denkmalschutzgebiets Historische Weinberglandschaft Radebeul.

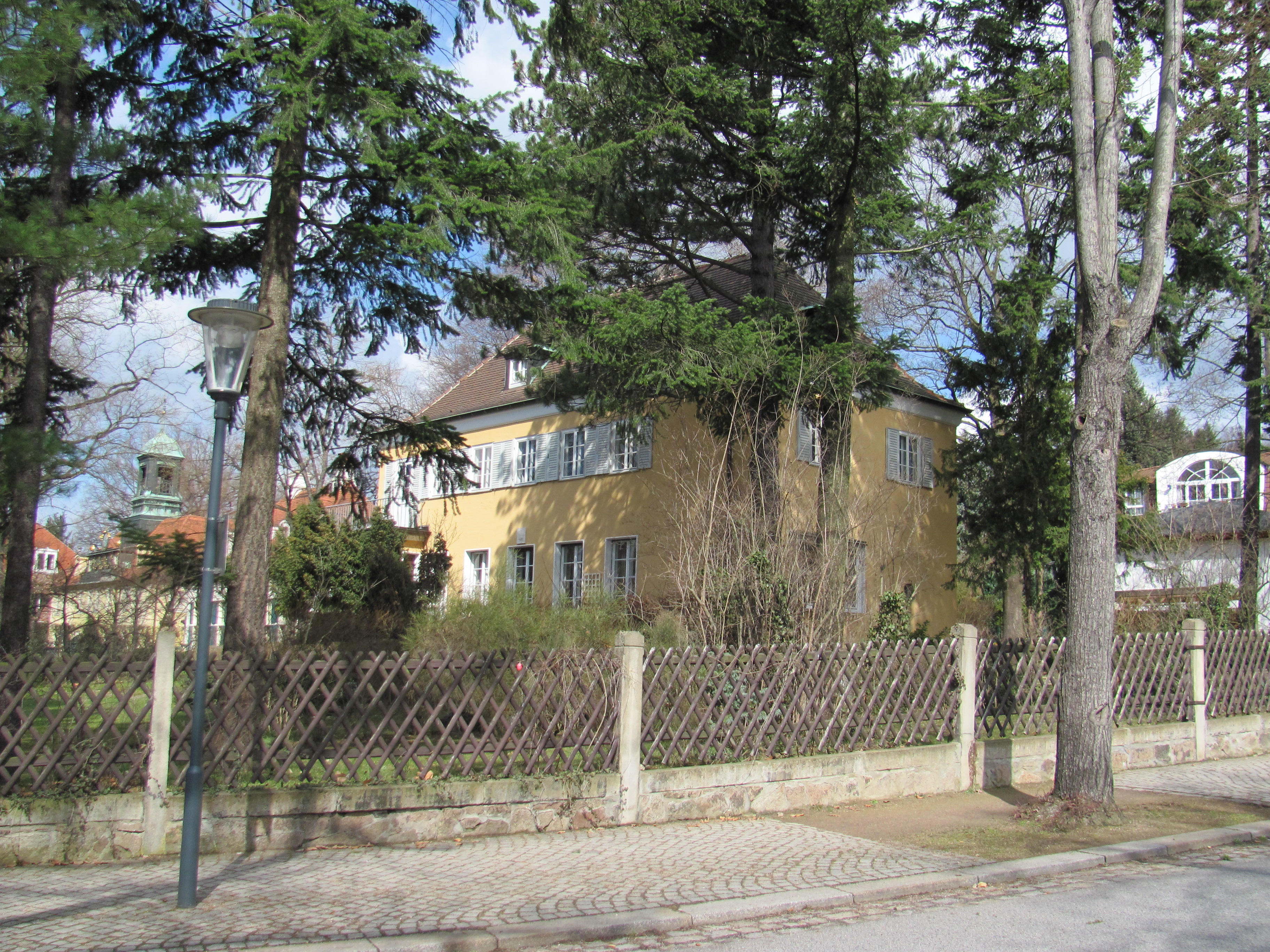
Haus Schädler, links Haus Sorgenfrei

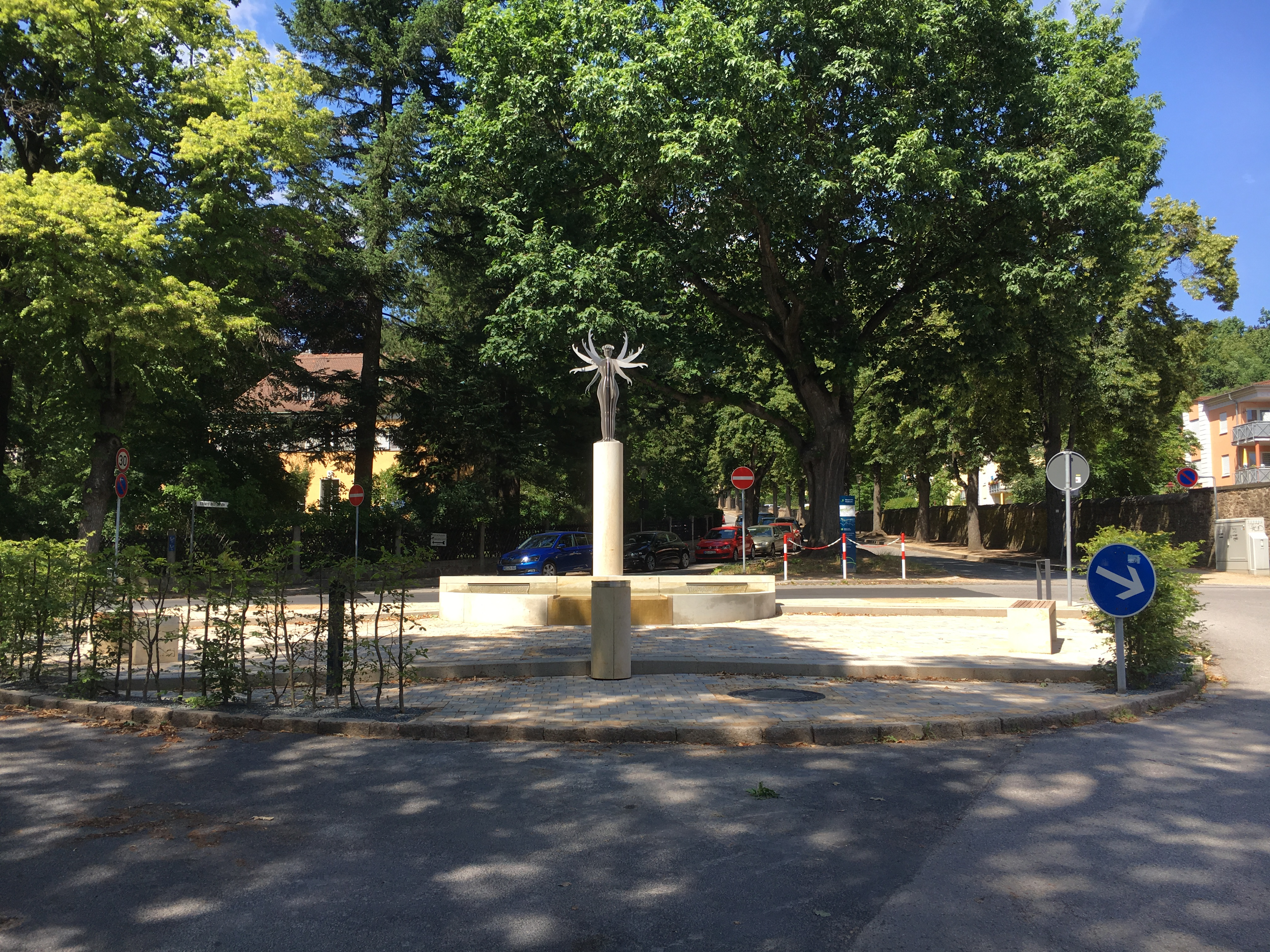
Garten von Haus Schädler, davor die Nymphe als Bilzdenkmal auf dem Eduard-Bilz-Platz

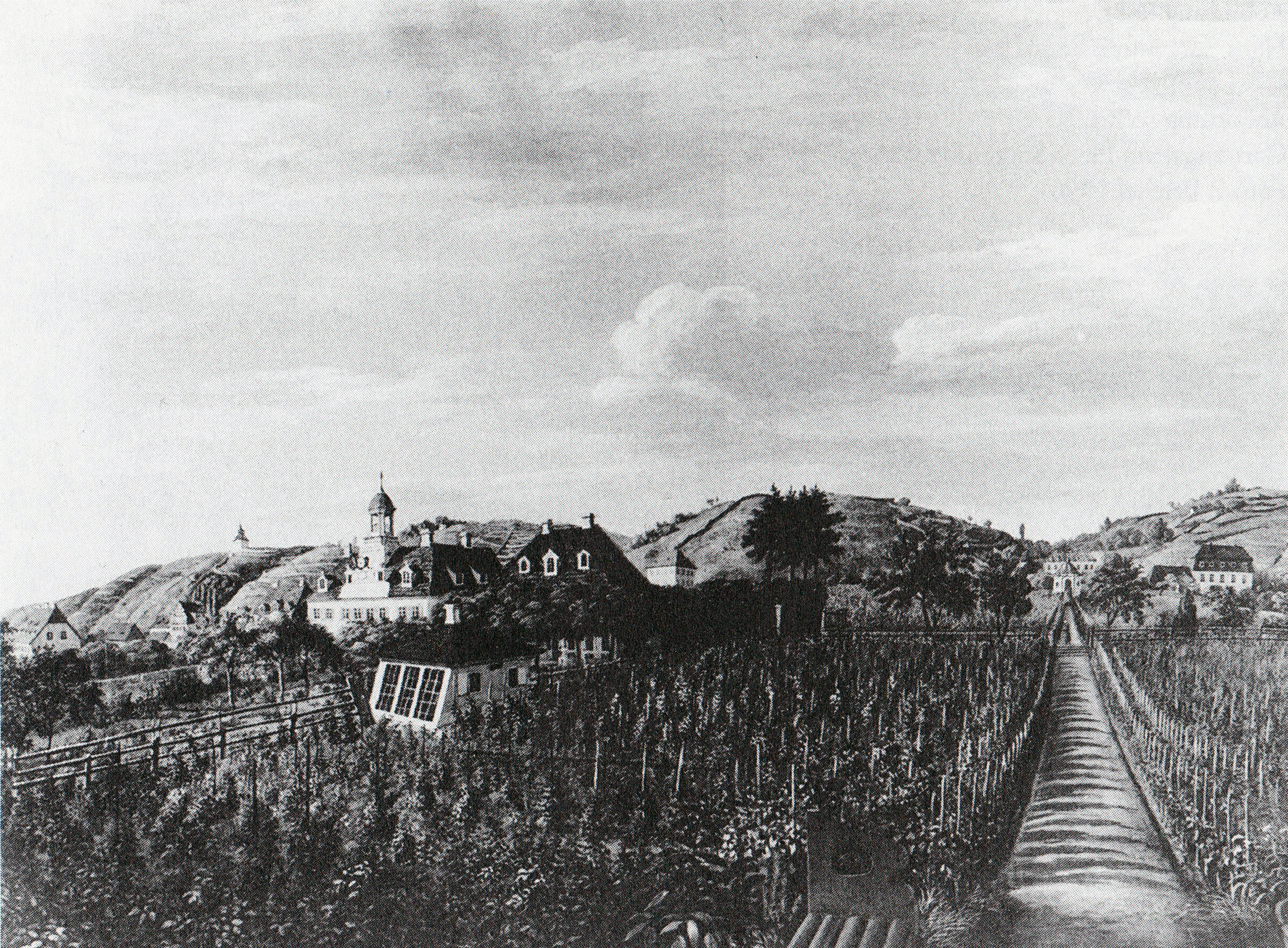
Das Grundstück von Haus Schädler im Jahr 1829 als Teil der Flur des Weinguts Sorgenfrei

## Beschreibung
Das zweigeschossige, mit dem Villengarten und der Einfriedung denkmalgeschützte Wohnhaus „im versachlichten Heimatstil“ steht auf einem Bruchsteinsockel, der im Süden wegen des abfallenden Geländes als Souterrain aus der Erde ragt. Der Putzbau weist ein ziegelgedecktes Walmdach auf, das mit seiner Höhe die historischen Lößnitz-Weinbergshäuser zitiert.
In der Gartenansicht nach Süden zeigen sich sechs Fensterachsen; die von Klappläden begleiteten Obergeschossfenster sind etliches kleiner als die Erdgeschossfenster. Eine dieser Erdgeschossöffnungen ist als Glastür gestaltet, vor der eine Freitreppe in den Garten führt. Vor der linken Gebäudekante der Gartenansicht steht eine massive, um die Kante zur westlichen Seitenansicht herumgreifende Veranda mit Austritt obenauf.
Die Schmalseite zur Eduard-Bilz-Straße ist zweiachsig. Von der Straße aus führt eine Einfahrt auf das Grundstück und direkt in eine Garage im Souterraingeschoss. Über dem Garagentor ist das Erdgeschossfenster als breites Blumenfenster ausgebildet. Auf der Gebäudenordseite tritt ein Treppenhausvorbau als westlicher Seitenrisalit um eine Achse aus der Fassadenflucht hervor, sodass sich ein winkelförmiger Grundriss ergibt.
Die räumliche Lage des Hauses auf seinem Grundstück nimmt die Fluchtlinie auf, in der die Bennostraße im 19. Jahrhundert südlich vor Haus Steinbach und Villa Steinbach bis zum Haus Sorgenfrei verlief, später jedoch beim Haus Steinbach gesperrt und nach Süden zum Augustusweg geführt wurde. Parallel zur Fluchtlinie vorgenannter Häuser ausgerichtet ist Haus Schädler jedoch soweit nach Süden versetzt, dass diese Linie die Mitte des Hauses trifft.
Der im Süden vor dem Haus liegende Garten ist ein Werk der Landschafts- und Gartengestaltung. Nach Westen geht dieser direkt über in die denkmalgeschützten Gartenanlagen von Haus Sorgenfrei.

## Geschichte
Der Eigentümer des nebenanliegenden Hauses Sorgenfrei, der Oberlößnitzer Architekt Alfred Tischer, entwarf 1933 für einen abgetrennten Grundstücksteil, ähnlich wie zur selben Zeit im Augustusweg 46 für sich selbst, Baupläne für den Fabrikdirektor Alfred Schädler. Nach deren Genehmigung wurde der Bau durch den Baumeister Felix Sommer mit seinem Baugeschäft Adolf Neumann Nachfolger bis Juni 1933 errichtet. Zwei Jahre später erfolgte der Einbau zweier Dachkammern.
Im Adressbuch 1943/44 wird der Fabrikdirektor Alfons Schädler als Eigentümer des Grundstücks geführt.